# NASA Exoplanet Archive
Das NASA Exoplanet Archive ist eine Internetpräsenz, die sich mit der Forschung im Bereich der Exoplaneten befasst. Sie umfasst unter anderem einen Katalog in Form einer Datenbank, die sich zum Ziel setzt, alle bisher bekannten bestätigten Exoplaneten sowie Exoplaneten-Kandidaten zu sammeln und ihre Daten bereitzustellen. Zu den in dem Katalog enthaltenen Objekten existieren Datenblätter mit weiteren Informationen, etwa den wichtigsten physikalischen Parametern der Objekte und den zugehörigen Literaturangaben. Als Exoplanet erfasst wird grundsätzlich jedes Objekt mit einer Masse kleiner als 30 Jupitermassen.
Das Archiv gehört zum Infrared Processing and Analysis Center (IPAC) und befindet sich auf dem Gelände des California Institute of Technology (Caltech) in Pasadena. Das Archiv wird durch die NASA finanziert und ist aktiv seit Dezember 2011. Betrieben wird das Archiv vom NASA Exoplanet Science Institute (NExScI).
Das Archiv beinhaltet auch Rohdaten von verschiedenen Missionen zum Aufspüren von Exoplaneten, namentlich der Kepler-Mission.